# Palmerino d'Oliva
Il Palmerino d'Oliva o Palmerino è un poema romanzesco di Ludovico Dolce, pubblicato nel 1561 per i tipi di Giolito. Il poema si basa sull'omonimo libro cavalleresco spagnolo, tradotto in italiano da Mambrino Roseo e pubblicato a Venezia nel 1544, dalla tipografia di Michele Tramezzino, con il titolo Historia del valorosissimo cavalliere Palmerino d'Oliva, e ristampato in numerose occasioni dallo stesso Tramezzino e anche da altri stampatori veneziani.

## Trama
Narra le vicende di Palmerino, nipote di un imperatore greco che, a causa della sua nascita illegittima, fu abbandonato dalla madre su un monte e là ritrovato da un contadino in un canestro di vimini sospeso fra i rami di un olivo. Per questo motivo gli fu dato il nome di Palmerino. In seguito a varie e avventurose imprese, Palmerino fa ritorno a Costantinopoli e, riconosciuto dalla madre, può sposare la figlia dell'imperatore di Germania ed ereditare il regno di Costantinopoli.
Il libro spagnolo ha dato origine ad un ciclo cavalleresco, che comprende altri due libri scritti in spagnolo (Primaleone e Platir), cinque in portoghese (La Primera parte de Palmerino d'Inghilterra, la Segunda parte de Palmerino d'Inghilterra, la Cronaca di don Duardos, Don Duardos secondo di Bretagna e Clarisol di Bretagna) e sette in italiano (Flortir, il Terzo libro di Palmerín d'Inghilterra, il Secondo libro di Palmerino d'Oliva, la Quarta parte del libro di Primaleone, la Seconda parte di Platir, Il secondo libro di Flortir e Polendo).